# Gurama velká
Gurama velká (Osphronemus goramy) je labyrintní paprskoploutvá ryba z čeledi guramovití. Pochází ze sladkých vod jihovýchodní Asie. Její české rodové i latinské druhové jméno je odvozeno od domorodého jména. Ve své domovině se jedná o významnou konzumní rybu.

## Význam pro člověka

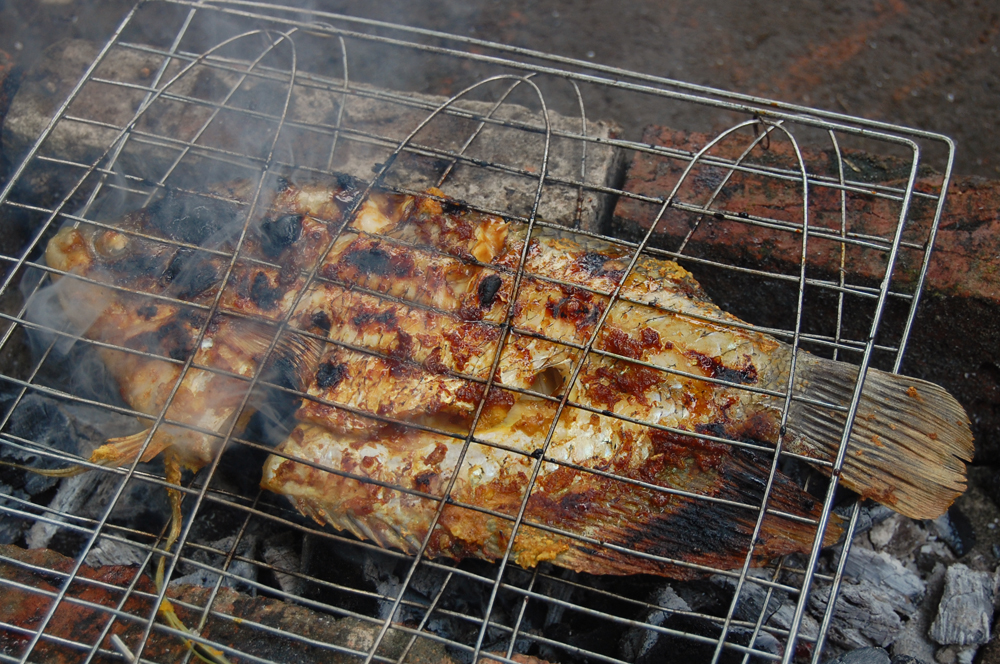
Gurami bakar – gurama na grilu, Jáva

Gurama velká, která dorůstá až 70 cm, je ve své domovině považována za významnou konzumní rybu. Její oblíbena pro kvalitu svého masa. Francouzi si guramu oblíbili natolik, že ji uměle vysadili na mnoha místech svého koloniálního impéria. Neúspěšně se pokusili guramu introdukovat i do jižní Francie. Stejně tak se nezdařil pokus o introdukci v Kalifornii.
Gurama velká se chová i v akváriích. Dospělé ryby se vzhledem ke své velikosti hodí pouze do obřích nádrží. Mláďata zakoupená ve velikosti několika centimetrů mohou ale neznalé akvaristy nepříjemně překvapit svým rychlým růstem. Nebezpečná je v tomto směru zejména záměna mladých guram s o mnoho menším čichavcem čokoládovým.
Zatímco mláďata mohou být agresivní, dospělé guramy jsou velmi klidné a mírumilovné a jsou proto oblíbenými chovanci ve velkých společenských výstavních nádržích.